# Лари Сторч
Лари Сторч е американски актьор, втори баща на Джун Крос. Роден в Ню Йорк през 1923, той често озвучава роли. Свири на саксофон.
Започва кариерата си като церемониалмайстор във вариететни заведения в Ню Йорк. Когато телевизията става популярна, много от клубовете биват затворени, тъй като посетителите предпочитат да гледат вкъщи телевизия, така че Сторч започва работа в новата медия.
По време на Втората световна война Сторч служи като подводничар заедно с Тони Къртис, оставайки приятел с него за цял живот. Сторч и Къртис участват в общо 8 филма, а през 2003 и двамата са в (театралната) мюзикълна версия на Някои го предпочитат горещо, която обикаля страната.
Жени се за Норма Сторч на 10 юли 1961. Бракът им трае 42 години (до 28 август 2003), когато тя почива.